# Petromyces albertensis
Petromyces albertensis är en svampart som beskrevs av J.P. Tewari 1985. Petromyces albertensis ingår i släktet Petromyces och familjen Trichocomaceae.   Inga underarter finns listade i Catalogue of Life.